# Дифторсилан
Дифторсилан — неорганическое соединение,
фторпроизводное моносилана с формулой SiH2F2,
бесцветный газ.

## Получение
- Фторирование дихлорсилана трифторидом сурьмы в присутствии катализатора:

{\displaystyle {\mathsf {3SiH_{2}Cl_{2}+2SbF_{3}\ {\xrightarrow {SbF_{5}}}\ 3SiH_{2}F_{2}+2SbCl_{3}}}}

## Физические свойства
Дифторсилан образует бесцветный газ.

## Химические свойства
- При длительном хранении диспропорционирует:

{\displaystyle {\mathsf {2SiH_{2}F_{2}\ {\xrightarrow {}}\ SiF_{4}+SiH_{4}}}}